# Alejo Distaulo
Hector Alejo Distaulo (Lules, Tucumán, 23 de julio de 1995) es un futbolista argentino. Juega de delantero y su equipo actual es el Club Atlético Güemes de la Primera Nacional

## Trayectoria

### Inicios
Empezó a patear la pelota en una escuelita en su San Pablo natal, hizo inferiores en Club Atlético Tucumán, pero se fue hasta la Liga Tucumana para debutar en Primera. 

### C. A. San Pablo
Hizo su debut con 15 años, en el partido con el clásico rival Almirante Brown de Lules en el 2010.

### Almirante Brown de Lules
Pasó a Almirante Brown de Lules donde sale campeón en el 2013, se consagra goleador del equipo en la Liga Tucumana de Fútbol y logra el ascenso al Torneo del Interior del año próximo. En 2014 disputó el Torneo del Interior logrando junto a su equipo el ascenso al Torneo Federal B disputando la edición 2014. A mediado de 2014 es llevado al Club Atlético River Plate donde el “Millonario” lo pone a prueba en la reserva.

### River Plate (Reserva)
Llegó a River en octubre de 2014 "a prueba" en la reserva, donde quedó para ganarse un lugar entre los titulares y al poco tiempo se le hizo un contrato hasta 2016. Pero con el cambio de director técnico fue relegado del equipo, siendo cedido a préstamo.

### Club Atlético Tucumán
Llega a "El Decano" a modo de préstamo sin cargo con opción de compra. A fines de 2015 logra salir campeón del Nacional B y el ascenso a primera división para la temporada 2016.

## Clubes
| Club                        | País      | Año       | PJ | Goles |
| --------------------------- | --------- | --------- | -- | ----- |
| Club Atlético San Pablo     | Argentina | 2010-2013 | ?  | ?     |
| Almirante Brown de Lules    | Argentina | 2013-2014 | ?  | ?     |
| River Plate (Reserva)       | Argentina | 2014      | ?  | ?     |
| Atlético Tucumán (Préstamo) | Argentina | 2015      | 6  | 0     |
| Estudiantes (San Luis)      | Argentina | 2016-2019 | 54 | 10    |
| Deportivo Madryn            | Argentina | 2019-2020 | 12 | 4     |
| All Boys                    | Argentina | 2020-2021 |    |       |
| Total                       | Total     | Total     | 72 | 14    |

## Palmarés

### Campeonatos Nacionales
| Título              | Club                     | País      | Año  |
| ------------------- | ------------------------ | --------- | ---- |
| Torneo del Interior | Almirante Brown de Lules | Argentina | 2014 |
| Primera B Nacional  | Atlético Tucumán         | Argentina | 2015 |
| Primera B Nacional  | Independiente Rivadavia  | Argentina | 2023 |

### Campeonatos Regionales
| Título                  | Club                     | Provincia | Año  |
| ----------------------- | ------------------------ | --------- | ---- |
| Liga Tucumana de Fútbol | Almirante Brown de Lules | Tucumán   | 2013 |

### Distinciones individuales
| Distinción                             | Año  |
| -------------------------------------- | ---- |
| Goleador de la Liga Tucumana de Fútbol | 2013 |
| Equipo ideal de la Copa Argentina      | 2019 |